# 10515 Old Joe
10515 Old Joe là một tiểu hành tinh vành đai chính được phát hiện bởi Brian G. W. Manning ngày 31 tháng 10 năm 1989 from Stakenbridge, in the village thuộc Churchill, gần Kidderminster, Worcestershire, Anh. Nó được đặt theo tên Joseph Chamberlain Memorial Clock Tower (nicknamed Old Joe) ở University of Birmingham.

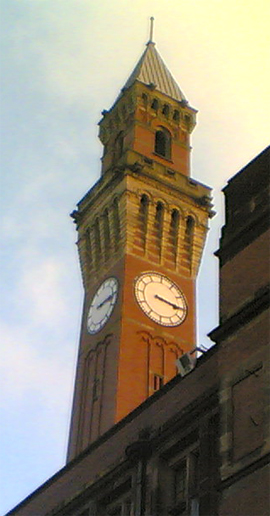
"Old Joe", the University Clock Tower, which Tiểu hành tinh named after.